# Атриовентрикуларна реентри тахикардија
Атриовентрикуларна реентри тахикардија (АВРТ), или атриовентрикуларна реципрочна тахикардија, је врста абнормалног брзог срчаног ритма, класификована као  један од типова суправентрикуларне тахикардије (СВТ). АВРТ је најчешће повезан са Волф–Паркинсон–Вајт синдромом, али се такође јавља код перманентне реентрантне тахикардије (ПРТ). У АВРТ, помоћни пут омогућава да електрични сигнали из срчаних комора уђу у преткомору и изазову контракцију раније од нормалне, што доводи до поновљене стимулације атриовентрикуларног чвора. Њена основна претпоставка је постојање абнормалног ткива које кондуктивно повезује мишиће срчаних преткомора и комора изван Хисовог снопа, што је иначе њихова једина проводна веза. Говоримо о помоћним (додатним) путевима, а стање које предиспонира његовог носиоца на АВРТ је познато као синдром вентрикуларне преексцитације.

## Етиологија
Узрок АВРТ-а је кружна ексцитација у којој, у поређењу са нормалним срцем, додатни пут између преткомора и коморе доводи до понављајуће ексцитације АВ чвора или преурањене ексцитације коморе (у зависности од смера проводљивости, јавља се преузбуђење ).  Ово доводи до брзог вентрикуларног пулса који је независан од синусног чвора.

## Клиничка слика
У клиничкој слици поред  тахикардијуе доминира осећај опште слабости, кратак дах и синкопа . Ток је обично пароксизмалан, али може доћи и до продужене тахикардије.

## Дијагноза
Дијагноза aтриовентрикуларна реентри тахикардије поставља се на основу анамнеза, физички преглед и 12-канални ЕКГ.
Стандардна
- Комплетна крвна слика, биохемијски профил, функција штитне жлезде
- ЕКГ током тахикардије
- Трансторакална ехокардиографија

Опционо
- Тест физичког стреса
- 24. часовни ЕКГ Холтер мониторинг, транс-телефонско праћење или имплантабилни рекордер,
- Тест исхемије миокарда код пацијената са факторима ризика за болест коронарних артерија (укључујући мушкарце ›40 године и жене у менопаузи)
- ЕПС треба размотрити за коначну дијагнозу и када се очекује катетерска аблација

ЕКГ обично показује узак, али повремено широк (погледајте преексцитацију ) QRS комплекс са брзином од 160 до 200 откуцаја у минути. P таласи се не виде. Ако нема истовремене атријалне фибрилације, интервали између откуцаја су редовни.
Ако је АВРТ заснован на отвореном ВПВ синдрому , делта талас се типично види у фазама између епизода тахикардије.

## Терапија
Ако постоји одговарајуће оштећење, након неуспешне стимулације вагуса Валсалва маневром  може се извршити кардиоверзија аденозином.
Валсалва маневар је безбедан и интернационално препоручен ургентан третман прве линије за СВТ. Генерално је показано да је најефикаснији код одраслих са АВРТ. Модификовани приступ Валсалви пружа значајно побољшање стопе успеха конверзије. Ова побољшана метода захтева да Валсалва буде изведена са репозиционираним лежањем на леђима и пасивним подизањем ногу након примене Валсалве. Дување у шприц од 10 мл довољном силом за померање клипа може да стандардизује приступ. Масажа каротидног синуса се изводи на пацијентовом врату у испруженом положају, са главом окренутом од стране на којој се врши притисак. Масажа би морала бити једнострана јер постоји потенцијални ризик код билатералног притиска, и требало би да буде ограничена на 5 секунди. Ову технику треба избегавати код пацијената са претходним пролазним исхемијским атаком или шлогом и код пацијената са каротидним шумовима.
Ако је тахикардија неправилна (са истовременом атријалном фибрилацијом), примена АВ-блокатора као што су аденозин, верапамил, дигиталис и бетаблокатори су апсолутно контраиндиковани, јер у супротном може доћи до вентрикуларне фибрилације . У том случају и у случају резистенције на терапију, лечење се може спровести ајмалином или алтернативно пропафеноном.
Ако постоји оштећење кардиоваскуларне функције опасних по живот, може се извршити и електрична кардиоверзија.
Катетерска аблација као део ЕПУ може уклонити узрочни пут и ефикасно спречити рецидив. 